# Farkas Bolyai

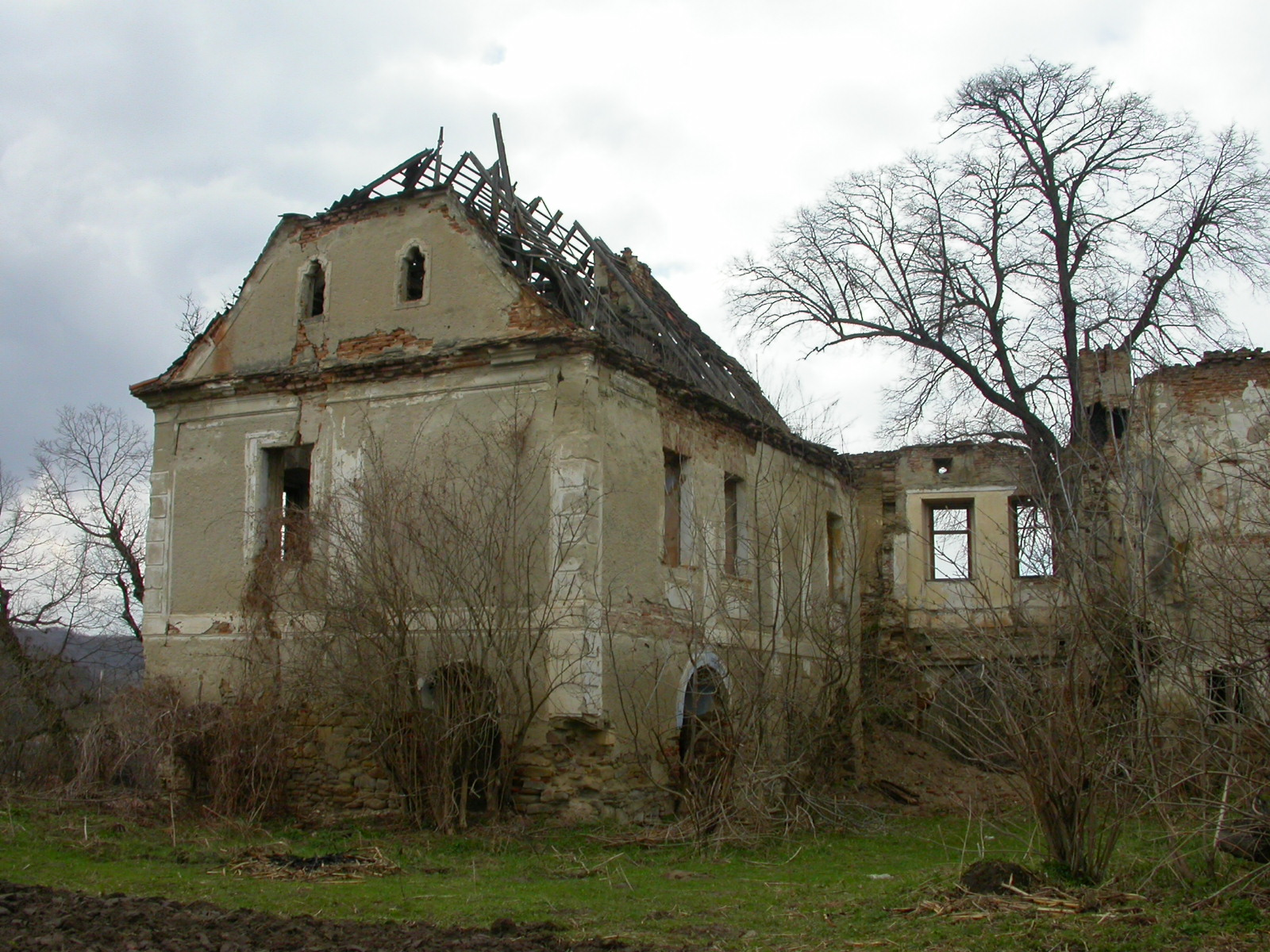
Ruïnes del castell de Bolya, antiga propietat de la família.

Farkas Bolyai   (Bólya, 9 de febrer de 1775 - Târgu Mureș, 20 de novembre de 1856), també conegut com a Wolfgang Bolyai a Alemanya, va ser un matemàtic i literat hongarès, conegut sobretot pel seu treball en geometria. Va ser amic del cèlebre matemàtic alemany Carl Friedrich Gauss i pare de János Bolyai.

## Vida i Obra
Farkas Bolyai va néixer en una família hongaresa llarga tradició que havien estat castlans de Bolya (actualment Buia, Província de Sibiu, Romania), però quan va néixer ell ja feia algunes generacions que havien perdut el castell i la família s'havia empobrit notablement.
A partir dels sis anys, va ser escolaritzat a l'escola calvinista de Nagyenyed (actualment Aiud). Quan tenia tretze anys va ser contractat pel baró Kemény com a acompanyant-estudiant del seu fill Simon Kemény, cosa que li va permetre estudiar sense preocupar-se dels diners: durant cinc anys a partir de 1790, Farkas i Simon van estudiar junts a l'escola calvinista de Kolozsvár (avui Cluj-Napoca).
A partir de 1796, a estudiar a la universitat de Göttingen, on va coincidir amb Carl Friedrich Gauß amb el qual va establir una gran amistat, tot i que, després de la marxa de Gauss de Göttingen el 1798, ja no es van tornar a veure, però es van continuar creuant correspondència en la qual es parlaven de les seves vides i, a vegades, de problemes matemàtics.
El 1799, en acabar els estudis, Farkas Bolyai va retornar al seu país. Ben aviat es va casar i va néixer el seu fill, János el 1802 a Kolozsvár. El 1804 va ser nomenat professor de matemàtiques, física i química a l'institut d'ensenyament secundari de Marosvásárhely (actualment Târgu Mureș), lloc on va viure i treballar fins a la seva mort. Aquest institut porta avui en dia el seu nom i davant mateix hi ha una gran estàtua dedicada a ell i el seu fill. La seva dona, que patia una malaltia mental, va morir el 1821 i ell es va tornar a casar el 1824.
Boliay es va concentrar des de ben jove en resoldre el problema del cinquè postulat d'Euclides, intentant primer verificar de manera indirecta el postulat alternatiu de Clavius i arribant finalment a formular un nou postulat equivalent: tres punts no alineats determinen un cercle. Allunyat del món científic, només va publicar els llibres que necessitava per a les seves classes. Precisament un d'aquests llibres, els Elements d'Aritmètica, publicat en hongarès el 1830, va fer que fos escollit membre de l'Acadèmia de Ciències d'Hongria.

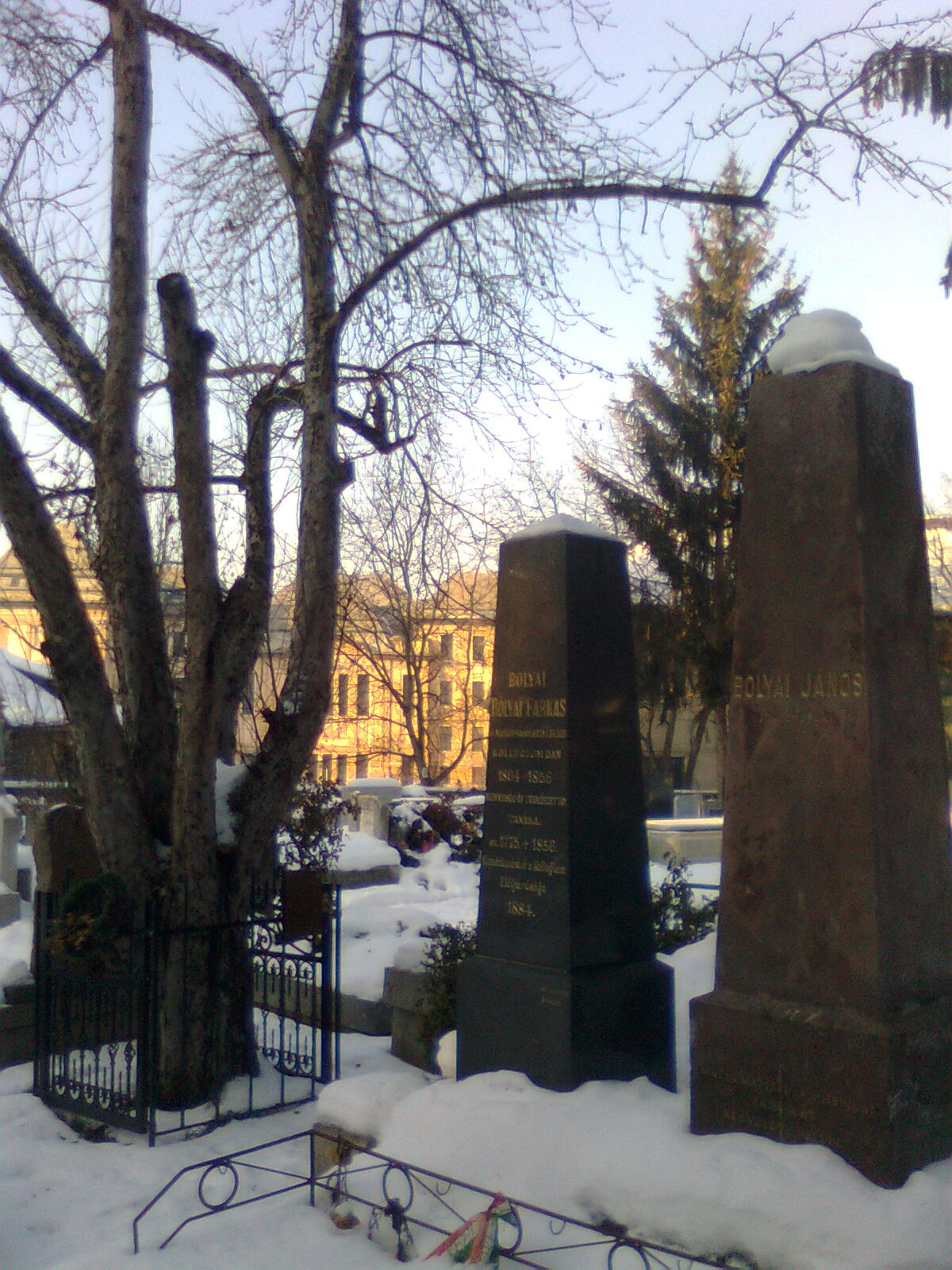
Tomba dels Bolyai (pare i fill) al cementiri calvinista de Târgu-Mures.

La més coneguda de les seves obres matemàtiques és una mena d'enciclopèdia matemàtica en la qual reunia tots els coneixements de l'època, presentats de forma clara i estructurada i escrit en llatí. El seu títol era Tentamen iuventutem studiosam in elementa matheseos purae introducendi, conegut simplement com el Tentamen i publicat en dos volums els anys 1831 i 1833. Precisament un annex del Tentamen, del que era autor el seu fill, és considerat un dels escrits seminals de la geometria no euclidiana.
Bolyai tenia també altres talents. Va ser escriptor teatral amb cert èxit: a ell es deuen les obres Öt szmorújáték (Cinc tragèdies) (1817) i Párisi per (Procés a París) (1818). També va ser dissenyador d'estufes i forns que eren molt sol·licitats per tota Transsilvània. Finalment, també impartia classes particulars de música.